# Menggare
Menggare is een bestuurslaag in het regentschap Ponorogo van de provincie Oost-Java, Indonesië. Menggare telt 1234 inwoners (volkstelling 2010).